# Bur Atu
Bur Atu är ett berg i Indonesien.   Det ligger i provinsen Sumatera Utara, i den västra delen av landet, 1 500 km nordväst om huvudstaden Jakarta. Toppen på Bur Atu är 1 160 meter över havet, eller 271 meter över den omgivande terrängen. Bredden vid basen är 4,9 km.
Terrängen runt Bur Atu är bergig söderut, men norrut är den kuperad. Terrängen runt Bur Atu sluttar norrut.  Trakten runt Bur Atu är nära nog obefolkad, med mindre än två invånare per kvadratkilometer. Det finns inga samhällen i närheten. I omgivningarna runt Bur Atu växer i huvudsak städsegrön lövskog.